# Тънкоклюн листокрак
Тънкоклюният листокрак (Phalaropus lobatus), също тънкоклюн листоног, е птица от семейство Бекасови (Scolopacidae). Среща се и в България. За първи път в България видът е установен от орнитолога Николай Боев по 2 екземпляра от Плевенско.
Видът е включен в Закона за биологичното разнообразие.